# Franz von der Trenck

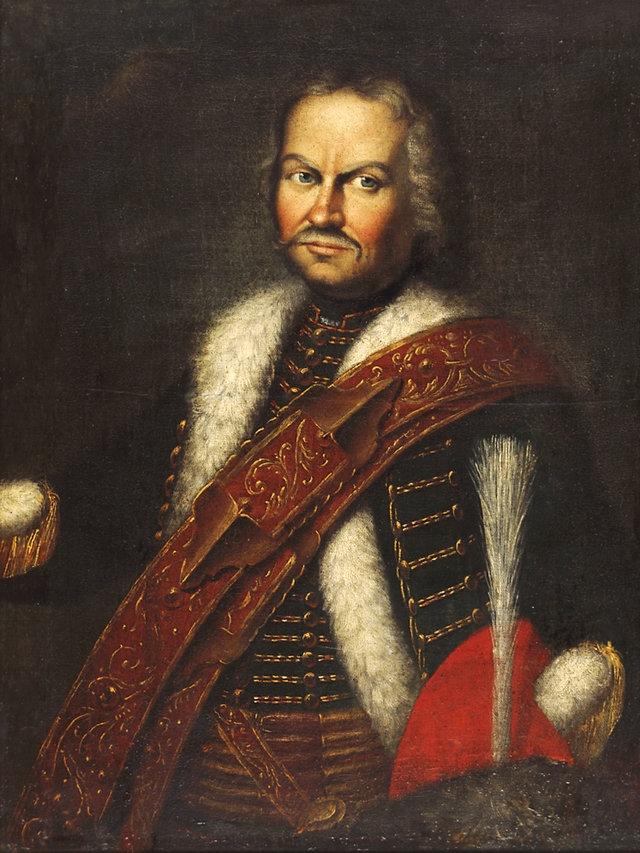
Franz von der Trenck

Franz Freiherr von der Trenck (kroatisch Barun Franjo Trenk; * 1. Jänner 1711 in Reggio Calabria, Aragónisches Kronland Königreich Sizilien-Neapel; † 4. Oktober 1749 in Brünn, Böhmisches Kronland Markgrafschaft Mähren, HM, HRR) war ein kaiserlicher Offizier und Freischärler. Er stammte aus dem Adelsgeschlecht Trenck und war ein Vetter von Friedrich Freiherr von der Trenck.

## Leben
Franz Freiherr von der Trenck wurde am Neujahrstag 1711 in Reggio Calabria geboren. Sein Vater Johann Heinrich von der Trenck war ein preußischer Adeliger aus Pommern und kämpfte als kaiserlicher Oberstleutnant auf der österreichischen Seite bei der Türkenbelagerung im Jahre 1683 und bei der Schlacht von Belgrad im Jahre 1717, bei der sein Sohn Franz die ersten kriegerischen Erfahrungen machte. Nach dem Friedensvertrag von Passarowitz wurde Johann Heinrich von der Trenck das Kommando der Besatzungen von Süditalien und Ungarn übertragen, er lebte bis zu seinem Tod im Jahre 1740 in Levoča, wo er in der Kirche des Heiligen Jakobus begraben wurde.
Als Sohn eines preußischen Offiziers wurde Franz in Jesuitenschulen in Ödenburg und Požega bei Slavonski Brod erzogen.

### Offizier der ungarischen Armee
1729 trat er in das ungarische Infanterieregiment des Grafen Nikolaus Pálffy ein und erreichte den Rang eines Oberleutnants, hier fiel er wegen seines ausschweifenden Lebens und seiner ausgeprägten Streitlust auf und wurde entlassen. Nach seiner Hochzeit im Jahre 1731 mit Josefa († 1737) der Tochter des Feldmarschalls von Tillier ließ er sich auf dem vom Vater gekauften Gut Brestovac in Slawonien nieder. Sein Familienglück dauerte aber nicht lange, seine Söhne starben im Säuglingsalter, auch die Ehefrau und die Tochter, die 1735 beim Besuch des Vaters in Levoča geboren wurde, starben.

### Offizier der russischen Armee
Der Witwer Franz Trenck kehrte 1737 zum Militär zurück. Nach Ablehnung der österreichischen Armee trat er in die Dienste der russischen Zarin Anna von Kiew als Rittmeister ins Husarenregiment ein. Für seine Tapferkeit im Kampf gegen die Türken wurde er zum Major befördert. Erneut trieb ihn seine wilde Natur in Streitigkeiten mit seinen Vorgesetzten, nach Insubordination eines Kommandeurs wurde er sogar zur Todesstrafe verurteilt, erst am Richtplatz begnadigt, degradiert und nach mehrmonatiger Strafarbeit auf der Festung Kiew aus Russland ausgewiesen. Nach einem Aufenthalt in Levoča bei seinem Vater zog er sich wieder auf sein slawonisches Gut zurück.

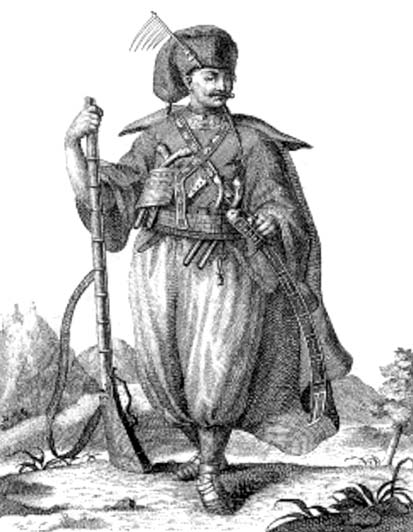
Franz von der Trenck als Pandur in Waffen (zeitgenössischer Kupferstich)

1739 wurde ein gerichtliches Strafverfahren nach der Bestrafung einer brutalen Räuberbande gegen ihn geführt, Franz suchte unter dem Protektorat von Prinz Karl Alexander von Lothringen Asyl im Kapuzinerkloster Wien.

### Offizier der österreichischen Armee
Beim Ausbruch des österreichischen Erbfolgekriegs 1740 erhielt er von der österreichischen Erzherzogin und Königin von Ungarn, Maria Theresia, die Erlaubnis, ein Korps von 1000 Panduren auf eigene Kosten auszurüsten und nach Schlesien zu führen. Die junge Maria Theresia musste praktisch gleich nach ihrem Thronantritt (1740) dem Einfall des preußischen Königs Friedrich II. nach Schlesien standhalten. Bayern wollte Böhmen und Oberösterreich vereinnahmen, ihre Gebietsgewinne sollten zum Nachteil des Habsburgerhauses auch Sachsen, Frankreich und Spanien beeinträchtigen. Die unerfahrene Herrscherin suchte Militärhilfe und Unterstützung, wo es nur ging. Trenck stellte sein voll ausgerüstetes Freiwilligenkorps, das bis auf 5000 Mann anwuchs, der Herrscherin am 27. Mai 1741 in Wien vor. Gleich danach schaltete sich das Panduren-Freikorps in die Kämpfe in Schlesien ein, es bildete stets die Vorhut der Armee und fiel durch extremen Wagemut auf. In seinen Einheiten herrschte Disziplin und eine eigene Militärordnung, Vergehen gegen diese wurden schwer bestraft. Von der Trenck stellte seine Truppe vorwiegend aus lokalen Bewohnern seiner Güter aus Pakrac, Nuštar, Brestovac bei Požega, den Gebieten um Osijek und auch ehemaligen Verbrechern zusammen. In diesem Teil Kroatiens war erst wenige Jahre vorher die 150 Jahre dauernde osmanische Herrschaft zu Ende gegangen.
Nach Eroberung der südböhmischen Städte Týn nad Vltavou und Budweis wurde er 1742 zum Oberstleutnant befördert. Anfang Februar 1742 besetzte er Schloss Bärnstein und plünderte von dort aus die Gegend. Als am 16. Juli 1742 einer seiner Hauptleute aus einem Hinterhalt erschossen wurde, ließ er das Schloss in Brand setzen und die Ruine einschließlich der Schlosskapelle sprengen. Er erzwang die Kapitulation eines Regiments beim Schloss Hluboká und wandte sich zum Feldzug gegen Kolín. Im November 1744 verletzte ihn eine preußische Geschützkugel schwer am Bein. Daraufhin zog er sich zur Genesung auf das Schloss Pašinka bei Kolín und später nach Čáslav zurück. Für seine Kriegsleistung, unter anderem die Festnahme von 4500 Soldaten und 81 Offizieren sowie die Erbeutung von 22 Kanonen, drei Mörsern, sieben Fahnen und drei Standarten, wurde Trenck im Februar 1745 mit hohen Ehren feierlich von Maria Theresia in Wien empfangen und zum Oberst befördert. Schon im Mai 1745 kehrte er erfolgreich mit einem ordentlichen Infanterieregiment in die Kampfhandlungen durch die Eroberungen der Festungen Kozel, Nové Město nad Metují und die Zerschlagung einer preußischen Kolonne bei Jaroměřice nad Rokytnou zurück. In fast allen historischen Darstellungen wird behauptet, Trenck habe das preußische Lager während der Schlacht bei Soor, am 30. September 1745 völlig ausgeplündert. Aus dem amtlichen Bericht über Soor lässt sich derartiges nicht entnehmen. Das Aktenwerk des k. u k. Generalstabs berichtet jedenfalls, die leichten Verbände hätten überhaupt nicht in den Kampf eingegriffen, da die Boten ihn erst viel zu spät erreichten. Es hat eine Plünderung des preußischen Lagers gegeben, jedoch nicht durch Trenck und seine Panduren, sondern durch General Graf Nádasdy mit seinen ungarischen Husaren.

### Letzte Jahre

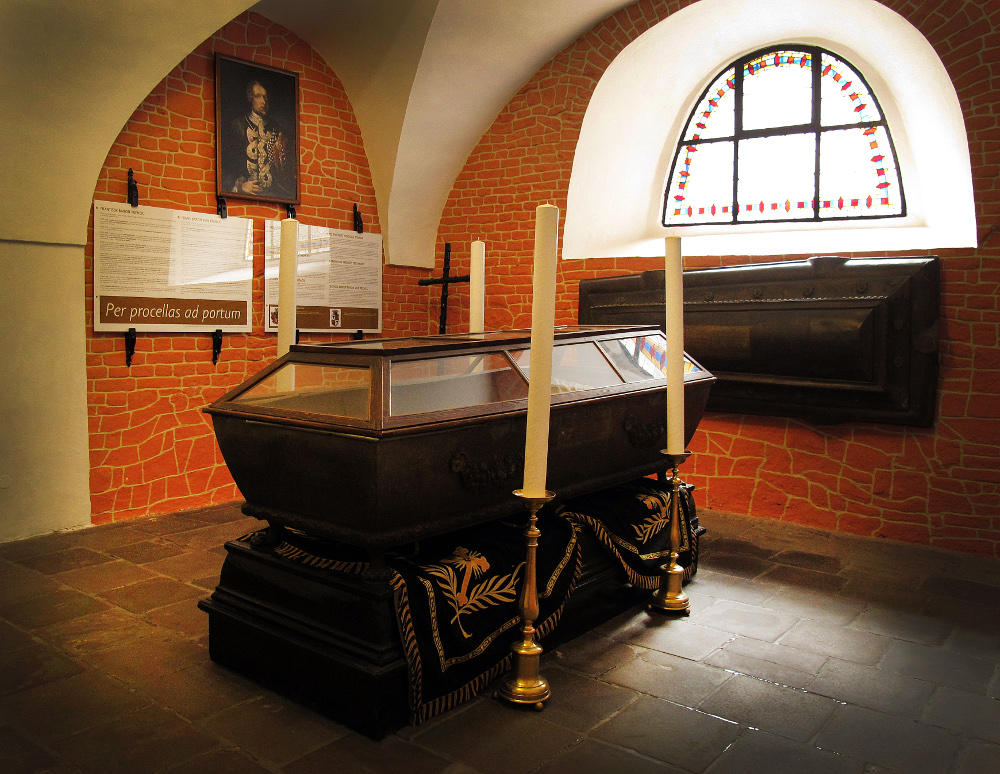
Trencks Sarg in der Kapuzinergruft Brünn

Nach dem Frieden von Füssen zwischen Österreich und Bayern im Jahre 1745 kamen Beschuldigungen gegen Trenck, der sich im Laufe seines Lebens durch seine Direktheit und militärischen Erfolge viele Feinde und Neider im Militär und im Adel machte, auf. Diese warfen ihm die Veruntreuung von Regimentsgeldern, Gräueltaten gegen die eigene Mannschaft sowie die Offiziere, Anstiftung zum Raub kirchlicher Schätze und weitere Delikte vor. 1746 wurde er im Fürstenzimmer von Stift Engelszell vom kaiserlichen Oberwachtmeister Frohn verhaftet und mit einem Kahn nach Wien gebracht. Die österreichische Untersuchungskommission wies diese Beschuldigungen gegen Trenck zunächst zurück. Als er jedoch im April 1746 im Wiener Theater vor dem kaiserlichen Paar einen seiner Denunzianten beschimpfte, wurde er durch Beschluss des Gerichtsvorsitzenden Generals inhaftiert und im Dezember 1746 zum Tode verurteilt. Nach Fürsprache von Kaiser Franz und des Prinzen Karl Alexander von Lothringen ordnete die Kaiserin die Wiederaufnahme des Strafprozesses an. Die Gerichtsprozesse dauerten zwei Jahre. Während der Verhandlungen griff er den Vorsitzenden tätlich an. Zunächst wiederum zum Tode verurteilt, begnadigte ihn Maria Theresia 1748 zu lebenslanger Haft auf der Burg Spielberg in Brünn. Dort wurde er am 30. August 1748 interniert. Im Februar des kommenden Jahres verschlechterte sich sein Gesundheitszustand, Trenck begann sich auf den Tod vorzubereiten. Geistliche Unterstützung leisteten ihm die Brünner Kapuziner. Von der Kaiserin bekam er im September die Erlaubnis sein Testament zu schreiben und sogar die Zustimmung zum Aufenthalt in der Stadt. Er starb am 4. Oktober 1749 und wurde in der Kapuzinergruft in Brünn beigesetzt.

## Rezeption
Der widersprüchliche Charakter von Franz Freiherr von der Trenck zeigt sich in seinem Leben als Abenteurer, Frauenheld und Raufbold einerseits, als gebildeter Mann mit musikalischem Talent und Kenntnis von sieben Sprachen, als kühner Soldat, der im Stande war, die Taktik des Kampfes der augenblicklichen Lage auf dem Schlachtfeld anzupassen und Freund der englischen Literatur andererseits.
1883 veröffentlichte Karl May im Rahmen seiner Humoresken und historischen Erzählungen die Geschichte „Pandur und Grenadier“ über Leopold I., Fürst von Anhalt-Dessau und Franz von der Trenck. In Karl Mays Gesammelten Werken bildet diese Geschichte zusammen mit weiteren den 1921 erschienenen Band 42 Der alte Dessauer.
Im Kinofilm Trenck (1932) spielt Anton Pointner Franz von der Trenck, der bei der Schlacht bei Soor (1745) auf seinen preußischen Vetter Friedrich von der Trenck stößt.
Im Kinofilm Trenck, der Pandur (1940) spielt Hans Albers eine Dreifach-Rolle: Als Pandur Franz von der Trenck, als dessen Vater Johann Heinrich von der Trenck und als Franz’ preußischer Vetter Friedrich von der Trenck.
Im Fernsehmehrteiler Maria Theresia (2019) verkörpert Philipp Hochmair den ambivalenten aufbrausenden Baron von der Trenck.
In Bayern gibt es zwei regelmäßig stattfindende Bühnenstücke über Franz von der Trenck: In der oberpfälzischen Stadt Waldmünchen wird seit 1950 alljährlich das Freilichttheater Trenck der Pandur vor Waldmünchen aufgeführt, und in der oberbayerischen Gemeinde Halsbach wird seit 1984 jedes Jahr im August/September auf der Waldbühne das Stück Das schwarze Jahr aufgeführt, welches vom Einzug und der Überwinterung der Trenckschen Panduren in Halsbach erzählt.
Zum 250. Todestag von Trenck im Jahre 1999 widmete das Museum der Stadt Brünn sich dem Schicksal und der Epoche durch eine Ausstellung auf der Burg Spielberg. Die sterblichen Überreste des Pandurenbefehlshabers ruhen bis heute in der Nachbarschaft seiner letzten Ruhestätte bei den Kapuzinern. Franz Freiherr von der Trenck gehört zu den bekannten Persönlichkeiten des 18. Jahrhunderts. Mit Brünn ist sein Schicksal eng verbunden, die Festung Špilberk sowie die Kapuzinergruft gehören zu den vielbesuchten Zielen der Brünn-Besucher.

### Primärliteratur
- Franz von der Trenck: Merckwürdiges Leben und Thaten Des Weltberühmten Herrn FRANCISCI Frey-Herrns von der TRENCK, Ihro Römisch-Kayserl. und Königl. Majestät in Ungarn und Böhmen [et]c. [et]c. würcklichen Obristen und Inhaber eines Sclavonischen Banduren-Regiments von den Herrschafften Vellika, Prestovatz, Pleterniza, Pakratz und Nostar, Von Ihm selbst bis zum Ende des Jahres 1747 fortgesetzt (Autobiographie, Frankfurt und Leipzig, 1748, Faksimile-Digitalisate: gdz.sub.uni-goettingen.de / reader.digitale-sammlungen.de)

### Sekundärliteratur
- Eberhard Friedrich Hübner: Franz von der Trenk, Pandurenobrist. Mäntler, 1790 (Digitalisat in der Google-Buchsuche).
- Alfred Kosean-Mokrau: Der Streit um das Erbe des Pandurenobristen Franz von der Trenck. In: Pallasch. Zeitschrift für Militärgeschichte. Bd. 16 (2012), Heft 43, S. 48–61.
- Julian Pallua-Gall: Trenck, Franz Freiherr von der. In: Allgemeine Deutsche Biographie (ADB). Band 38, Duncker & Humblot, Leipzig 1894, S. 566–568.
- Nikolaus von Preradovich: Das seltsam wilde Leben des Pandurenoberst Franz von der Trenck. Stocker, Graz. u. a. 1984, ISBN 3-7020-0361-4.
- Wolfgang Rappel: Trenck, Franz von der. In: Karl Bosl (Hrsg.): Bosls bayerische Biographie. Pustet, Regensburg 1983, ISBN 3-7917-0792-2, S. 785 f. (Digitalisat).
- Karlheinz Schröpfer, Obrist Trenck, Chef der Panduren : die schicksalsschweren Jahre 1741–1742. Mittelbayerische Druckerei und Verlags-Gesellschaft, Regensburg 1983, ISBN 3-921114-35-7.